# Liste der Einträge im National Register of Historic Places im Hamilton County (New York)

Lage des Hamilton Countys in New York

Diese Liste der Einträge im National Register of Historic Places im Hamilton County, New York enthält alle bis zum Stichtag ausgewiesenen Anwesen und Distrikte, die im Hamilton County in New York in das National Register of Historic Places aufgenommen wurden.
Stand: 5. Mai 2017
Zwei Stätten im Hamilton County sind außerdem als National Historic Landmarks (NHL) eingestuft, und das gesamte County liegt innerhalb der ebenfalls als NHL eingestuften Adirondack Forest Preserve.

## Liste der Einträge
| [ 1 ] | Name                                                            | Bild                                                            | Eintragsdatum                    | Lage                                                                      | Ort                   | Beschreibung |
| ----- | --------------------------------------------------------------- | --------------------------------------------------------------- | -------------------------------- | ------------------------------------------------------------------------- | --------------------- | --- |
| 1     | Adirondack Forest Preserve                                      | Adirondack Forest Preserve                                      | 15. Okt. 1966 ID-Nr. 66000891    | Nordosten des Bundesstaates 43° 58′ 43″ N, 74° 18′ 42″ W                  |                       | Die komplette Fläche des Hamilton Countys liegt im 24.000 km2 großen Adirondack Park. |
| 2     | Blue Mountain Fire Observation Station                          | Blue Mountain Fire Observation Station                          | 23. Sep. 2001 ID-Nr. 01001035    | Blue Mountain Lake 43° 52′ 2″ N, 74° 25′ 50″ W                            | Town of Indian Lake   | |
| 3     | Blue Mountain House Annex                                       | Blue Mountain House Annex                                       | 7. Dez. 1977 ID-Nr. 77000941     | NY 30 43° 51′ 19″ N, 74° 26′ 2″ W                                         | Town of Indian Lake   | auch bekannt als The Log Hotel, befindet sich auf dem Gelände des Adirondack Museum |
| 4     | Camp Pine Knot                                                  | weitere Bilder                                                  | 7. Nov. 1986 ID-Nr. 86002934     | Long Point, Raquette Lake 43° 49′ 17″ N, 74° 37′ 34″ W                    | Raquette Lake         | Pine Knot war das erste der Adirondack Great Camps; es wurde 1877 durch den Eisenbahnunternehmer Thomas C. Durant begonnen und von William West Durant vollendet. Es wurde 1890 an den Industriellen Collis P. Huntington verkauft.                               |
| 5     | Camp Uncas                                                      | Camp Uncas                                                      | 3. Apr. 1987 ID-Nr. 86002937     | Mohegan Lake 43° 44′ 41″ N, 74° 38′ 53″ W                                 | Raquette Lake         | Das zweite Adirondack Great Camp von William West Durant zur eigenen Verwendung; es wurde 1896 verkauft an J. Pierpont Morgan. |
| 6     | Church of the Transfiguration                                   | Church of the Transfiguration                                   | 26. Juli 1977 ID-Nr. 77000942    | nördlich des Blue Mountain Lake an der NY 30 43° 51′ 34″ N, 74° 25′ 55″ W | Blue Mountain Lake    | 1881 aus Blockholz gebaute Kirche; möglicherweise die einzige noch bestehende Blockholzkirche in den Adirondacks, mit einer Meneely-Glocke, die gestiftet wurde von Mrs. Levi P. Morton, der Frau des späteren Vizepräsidenten unter Benjamin Harrison 1889–1893. |
| 7     | Civilian Conservation Corps Camp S-90 (Speculator)              |                                                                 | 2. Aug. 2016 ID-Nr. 16000485     | 117 Page St 43° 29′ 7,5″ N, 74° 23′ 10,1″ W                               | Lake Pleasant         | größtes intaktes Ensemble von verbliebenen Bauten des Civilian Conservation Corps in New York; war von 1934 bis 1941 in Betrieb |
| 8     | Dollar Island Camp                                              |                                                                 | 17. Apr. 2017 ID-Nr. SG100000892 | Dollar Island 43° 45′ 38″ N, 74° 48′ 20,8″ W                              | Inlet                 | Das 1885 eröffnete Camp auf einer kleinen Insel im Fourth Lake könnte das älteste Bauwerk in Inlet sein. |
| 9     | Echo Camp                                                       | Echo Camp                                                       | 7. Nov. 1986 ID-Nr. 86002939     | Long Point, Raquette Lake 43° 49′ 26″ N, 74° 38′ 8″ W                     | Raquette Lake         | Ein Adirondack Great Camp, das 1883 gebaut wurde für Phineas C. Lounsbury, den Gouverneur Connecticuts, und dessen Entwurf Einflüsse von William West Durant aufweist.                                                                                            |
| 10    | Grace Methodist Church Complex                                  |                                                                 | 12. Feb. 2015 ID-Nr. 15000006    | 2895 NY 8 43° 30′ 2,1″ N, 74° 22′ 4″ W                                    | Speculator            | Die Kirche wurde 1909 und das Pfarrhaus 1928 erbaut. |
| 11    | Hamilton County Courthouse Complex                              | Hamilton County Courthouse Complex                              | 24. Sep. 1992 ID-Nr. 92001280    | Kreuzung von NY 8 und S. Shore Rd. 43° 28′ 13″ N, 74° 24′ 45″ W           | Lake Pleasant         | |
| 12    | The Hedges                                                      | The Hedges                                                      | 27. März 2009 ID-Nr. 09000155    | The Hedges 43° 51′ 15″ N, 74° 27′ 0″ W                                    | Blue Mountain Lake    | |
| 13    | Lake Pleasant Town Hall                                         |                                                                 | 23. Apr. 2009 ID-Nr. 09000238    | 2885 NY 8 43° 30′ 2″ N, 74° 21′ 56″ W                                     | Speculator            | |
| 14    | New York Central Railroad Adirondack Division Historic District | New York Central Railroad Adirondack Division Historic District | 23. Dez. 1993 ID-Nr. 93001451    | NYCRR Right-of-Way 44° 0′ 0″ N, 74° 46′ 32″ W                             | Nehasane, Long Lake   | Die New York Central verlief durch Nehasane and Sabattis; die Station in Nehesane am Lake Lila ist noch erhalten. |
| 15    | Pillsbury Mountain Forest Fire Observation Station              | Pillsbury Mountain Forest Fire Observation Station              | 9. Sep. 2010 ID-Nr. 10000728     | Pillsbury Mountain 43° 34′ 51″ N, 74° 30′ 41″ W                           | Town of Lake Pleasant | Feuerwache, die im Rahmen der New York State Forest Preserve MPS eingereicht wurde |
| 16    | Sagamore                                                        | weitere Bilder                                                  | 11. Jan. 1976 ID-Nr. 76001221    | Off NY 28 am Westende des Sagamore Lake 43° 45′ 56″ N, 74° 37′ 38″ W      | Raquette Lake         | Das dritte von William West Durant gebaute Adirondack Great Camp entstand am Sagamore Lake zwischen 1895 und 1897; es wurde später veräußert an Alfred Gwynne Vanderbilt.                                                                                         |
| 17    | Snowy Mountain Fire Observation Station                         |                                                                 | 23. Sep. 2001 ID-Nr. 01001031    | Snowy Mountain 43° 42′ 7″ N, 74° 20′ 6″ W                                 | Indian Lake           | |
| 18    | St. William's Catholic Church                                   | St. William's Catholic Church                                   | 7. Jan. 2005 ID-Nr. 04001446     | Long Point on Raquette Lake 43° 49′ 33″ N, 74° 37′ 55″ W                  | Long Lake             | |
| 19    | Wakely Mountain Fire Observation Station                        | Wakely Mountain Fire Observation Station                        | 3. Okt. 2003 ID-Nr. 03000998     | Wakely Mountain 43° 43′ 50″ N, 74° 28′ 25″ W                              | Lake Pleasant         | |
| 20    | Wells Baptist Church                                            |                                                                 | 1. Sep. 1988 ID-Nr. 88001440     | Main St. 43° 24′ 2″ N, 74° 17′ 16″ W                                      | Wells                 | |
| 21    | Whelan Camp                                                     |                                                                 | 21. Dez. 1989 ID-Nr. 89002089    | Mick Rd. 43° 48′ 27″ N, 74° 39′ 13″ W                                     | Long Lake             | |